# Popovača
Popovača är ett samhälle i Kroatien.   Det ligger i länet Lika, i den centrala delen av landet, 140 km söder om huvudstaden Zagreb. Popovača ligger 601 meter över havet och antalet invånare är 4 333.
Terrängen runt Popovača är huvudsakligen kuperad. Popovača ligger nere i en dal. Runt Popovača är det mycket glesbefolkat, med 2 invånare per kvadratkilometer. Närmaste större samhälle är Gospić, 18,6 km sydost om Popovača. I omgivningarna runt Popovača växer i huvudsak lövfällande lövskog.